# Larinioides sclopetarius
Larinioides sclopetarius là một loài nhện trong họ Araneidae. Loài này sinh sống ở Trung Âu. Con cái đến chiều dài 100 mM, trong khi con đực hơi nhỏ hơn. Chúng ẩn vào ban ngày và ban đêm lên lưới săn mồi.